# Garypus armeniacus
Espèce
Garypus armeniacus est une espèce de pseudoscorpions de la famille des Garypidae.

## Distribution
Cette espèce est endémique d'Arménie.

## Étymologie
Son nom d'espèce lui a été donné en référence au lieu de sa découverte, l'Arménie.

## Publication originale
- Redikorzev, 1926 : Pseudoscorpion nouveau du Caucase. Entomologicheskoe obozrenie (Revue Russe d'Entomologie), vol. 20, p. 1-4 (texte intégral).